# Henri Schneider

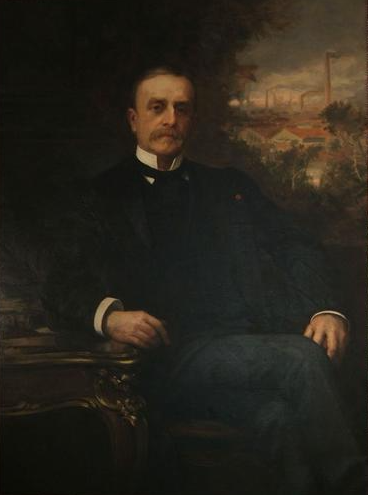

Henri Schneider (1840 - 1898) was een Franse industrieel en metaalkundige.
Schneider erfde de Schneider-staalfabrieken van zijn vader Eugène en zijn oom Adolphe, de stichters. Die industrie was eerst staalindustrie en gevestigd te Creusot, maar de groep Schneider bestaat nu nog altijd in elektrotechniek. Henri zag in dat staal een zeer geschikt materiaal was voor militaire toepassingen. Tussen 1860 en 1870 vond hij nieuwe werkwijzen uit, die het mgelijk maakten om staal sterker en goedkoper te maken. Zo werd de groep onder zijn impuls een Europees marktleider voor zowel militair als civiel gebruik van staal. Hij is een van de 72 Fransen wier namen in reliëf op de Eiffeltoren zijn aangebracht.